# 阿爾巴黨
阿尔巴党（Alba Party；意譯蘇格蘭黨）是苏格兰的一个蘇格蘭民族主義和支持蘇格蘭獨立運動的政党。该党由退休电视制片人劳里·弗林（Laurie Flynn）於2021年2月8日創辦。